# Altispinax
Altispinax („s vysokými ostny“) byl rod poměrně velkého teropodního dinosaura, který obýval území dnešního Německa a možná také Anglie a Belgie v období spodní křídy, asi před 133 miliony let. Jak ukazují prodloužené trnové výběžky jeho hrudních obratlů, tento teropod mohl být vybaven jakousi výraznou hřbetní "plachtou", podobnou "plachtě" rodu Spinosaurus.

## Objev
Původní fosilní materiál sestává z jediného zubu a byl objeven koncem 19. století v Dolním Sasku na severozápadě Německa. Další podobné fosilie ze západní Evropy mohou a nemusí patřit stejnému rodu. Velkého teropoda popsal během přednášky dne 16. prosince 1884 Wilhelm Barnim Dames (původně však pod názvem Megalosaurus dunkeri). Rodové jméno Altispinax pak stanovil až roku 1923 další německý paleontolog Friedrich von Huene. Jedinou tomuto rodu s jistotou přisouditelnou fosílií je zub o délce korunky 6 centimetrů a bází o šířce 22 milimetrů. Patřil zřejmě poměrně masivnímu dravci, který obýval oblasti západní a střední Evropy v období spodní křídy a lovil zde býložravé dinosaury i další větší obratlovce.